# 아사히촌 (후쿠시마현 미나미아이즈군)
아사히촌(朝日村)은 후쿠시마현 미나미아이즈군에 있던 촌이다. 1959년 8월 1일 아사이촌이 다다미촌에 편입합병되고 폐지되었다. 다다미촌은 아사히촌을 편입하고 정으로 승격되었는데, 이 다다미정의 중부, 이난강 하류, 지류인 구로가와강 유역이 아사히촌이 있던 곳이다.

## 역사
- 1889년 4월 1일 - 정촌제 시행에 의해 구로가야촌, 구로사와촌, 오가와촌, 아라시마촌, 구마쿠라촌, 가메오카촌, 나가하마촌, 후쿠이촌, 나라도촌의 구역을 가지고 아사히촌이 성립하였다.
- 1959년 8월 1일 - 아사히촌이 다다미촌에 편입되고 폐지되고 다다미촌은 정으로 승격, 다다미정이 되었다.
  - 편입 이전에는 다다미촌의 마을 구역이 본 마을을 사이에 두고 동서로 나뉘어 있었으나, 편입으로 인해 해소되었다

## 교통

### 도로
- 누마타 가도(※국도 289호선)

## 참고 문헌
- 角川日本地名大辞典 7 福島県